# Har Dovev
Har Dovev (hebrejsky: הר דובב) je hora o nadmořské výšce cca 830 metrů na hranici mezi Izraelem a Libanonem, v Horní Galileji.
Nachází se přímo na mezinárodní hranici, 1 kilometr severně od vesnice Dovev. Má podobu částečně zalesného návrší, na jehož vrcholku se nachází menší planina, kde jsou umístěny vojenské hraniční objekty. Na jižní straně terén volněji klesá k vesnici Dovev, zatímco na jihozápadní prudce spadá do údolí vádí Nachal Gdajim, které pak ústí do kaňonu vádí Nachal Dovev, které pak jeho vody odvádí do Libanonu, stejně jako krátké vádí Nachal Šeket na východní straně hory. Přímo po vrcholku hory vede vojenská pohraniční silnice, která tu sleduje mezinárodní hranici.